# Horror Cannibal
Pour les articles homonymes, voir Cannibal.
Horror Cannibal (Nella terra dei cannibali) est un film italien réalisé par Bruno Mattei, sorti en 2003.
Le film suit des explorateurs en expédition qui s'aventurent trop loin dans la forêt amazonienne et tombent entre les mains d'une tribu isolée de cannibales qui s'empare d'eux. Le groupe comprend également la fille d'un sénateur américain ; elle réussit à contacter son père qui envoie dans la jungle un groupe de soldats expérimentés pour tenter de sauver les malheureux. Mais dans l'enfer de la jungle ce sont maintenant les soldats qui sont en danger : leurs armes en effet se révèlent insuffisantes pour faire face aux cannibales. L'horreur la plus atroce a commencé pour affronter ces indigènes anthropophages.

## Synopsis
Sarah, la fille du sénateur Armstrong, a disparu dans la jungle amazonienne. Avec l’accord du gouvernement brésilien, un commando sous les ordres du lieutenant Wilson se dirige vers les lieux. L’administration militaire représentée par le major Oliveira leur attache Romero, un indien Isayi, et, en outre, le fils du chaman d’une des tribus locales qui est prisonnier. Au départ, tout va bien, les hommes de Wilson ne perdent qu’un soldat, Smith, ils trouvent des traces de l’expédition, parfois des cadavres à demi décomposés. Plusieurs fois ils remarquent que les membres des différentes tribus s’utilisent les uns les autres comme nourriture.
Ayant rendu son fils au chaman, ils ont la possibilité de pénétrer dans les profondeurs de la jungle où vit la tribu mystérieuse du lac Pescia que le commando aide dans une bataille contre une autre tribu, si bien que les aborigènes invitent les militaires dans leur village. Là, les gens de Wilson doivent d’abord se déshabiller complètement puis gouter à la chair humaine, après quoi les Indiens leur permettent de participer à leurs rituels. À ce moment on constate que Sarah se trouve dans la tribu où elle est considérée comme l’incarnation de la divinité locale de l’amour. Comprenant qu’elle n’a pas envie de partir avec eux, les soldats de Wilson commencent par mettre le feu au village endormi, puis ils enlèvent Sarah et essaient de s’enfuir avec elle.
Cela met un terme à leur amitié avec les Indiens et les membres du commando sont maintenant pourchassés par les cannibales auxquels l’un après l’autre ils servent de plat de résistance. Malheureusement l’autorité militaire refuse d’envoyer un hélicoptère, en disant que le groupe est trop loin du point de rendez-vous prévu. Le fait que Sarah se soit rendu compte de la situation n’améliore pas tout de même la situation. Wilson tombe dans un piège et est tué. Le caporal Vasquez, blessé, doit être abandonné dans la forêt, enfin Sarah accueille les Indiens avec des grenades. Lorsque l’hélicoptère arrive, Romero détourne sur lui l’attention des Indiens, ce qui permet à Sarah de s’envoler.

## Fiche technique
- Titre : Horror Cannibal
- Titre original : Nella terra dei cannibali
- Titre international : Cannibal Ferox 3: Land of Death
- Réalisation : Bruno Mattei
- Scénario : Bruno Mattei et Gianni Paolucci
- Production : Gianni Paolucci
- Musique : Inconnu
- Photographie : Luigi Ciccarese
- Montage : Elio Lamari et Bruno Mattei
- Direction artistique : Claudio Cosentino
- Costumes : Joey Luna
- Pays d'origine : Italie
- Format : Couleurs - 1,77:1 - Stéréo - DV
- Genre : Aventure, horreur
- Durée : 93 minutes
- Date de sortie : 2003 (Italie)
- Classification : interdit aux moins de 12 ans

## Distribution
- Claudio Morales : Romero
- Lou Randall : le lieutenant Wilson
- Cindy Jelic Matic : Sara Armstrong
- Ydalia Suarez : Vasquez
- Silvio Jimenez : le sergent Cameron
- Sanit Larrauri : Kruger
- Kenny Krall : Smith

## Autour du film
- Le tournage s'est déroulé aux Philippines. Bruno Mattei profita de ses décors philippins et des acteurs Claudio Morales et Cindy Jelic Matic pour réaliser Horror Cannibal 2 dans la foulée[1].
- Les noms des personnages sont des références au genre horrifique : Romero pour George A. Romero, célèbre réalisateur de films de zombies, Cameron pour James Cameron, réalisateur de Terminator (1984) ou d'Aliens le retour (1986), dont l'une des actrices, Jenette Goldstein, interprétait le soldat mexicain Vasquez. Quant à Kruger, il s'agit bien évidemment d'une référence au personnage Freddy Krueger des Griffes de la nuit (1984).
- À noter qu’Horror Cannibal est un des titres alternatifs de sortie en VHS du Dernier Monde cannibale de Ruggero Deodato.

- On retrouve une grande similitude dans les dialogues et dans certaines scènes de Cannibal Holocaust comme la scène où le guide reconnaît le guide d'une précédente expédition grâce à ses dents, la scène où de la cocaine est donnée à l'otage amérindien, ou encore le rituel fait aux femmes adultères.